# Emil Negruțiu
Emil Negruțiu  (d. 3 septembrie 1996) a fost un medic veterinar și senator român în legislatura 1992-1996 ales în județul Alba pe listele partidului PAC. După decesul său, Emil Negruțiu a fost înlocuit de senatorul Nicolae Simescu.

## Legături externe
- Emil Negruțiu Arhivat în 11 august 2020, la Wayback Machine. la cdep.ro